# Siêu cớm tranh tài
Siêu cớm tranh tài (tựa gốc: The Other Guys) là một phim hành động hài buddy cop của Mỹ năm 2010 do Adam McKay đạo diễn và đồng viết kịch bản. Phim có sự tham gia của Will Ferrell và Mark Wahlberg trong hai vai chính cùng diễn xuất của Michael Keaton, Eva Mendes, Steve Coogan, Ray Stevenson, Dwayne Johnson và Samuel L. Jackson. Phim ra rạp ngày 6 tháng 8 năm 2010 và nhận lượng đánh giá 78% từ Rotten Tomatoes cũng như thu về 170.4 triệu USD.